# آندریاس راینکه
آندریاس راینکه (انگلیسی: Andreas Reinke؛ زادهٔ ۱۰ ژانویهٔ ۱۹۶۹) بازیکن فوتبال اهل آلمان است.
از باشگاه‌هایی که در آن بازی کرده‌است می‌توان به باشگاه فوتبال هامبورگ، باشگاه فوتبال رئال مورسیا، باشگاه ورزشی وردر برمن، باشگاه فوتبال کایزرسلاوترن، باشگاه فوتبال ایراکلیس ۱۹۰۸، و باشگاه فوتبال سن پائولی اشاره کرد.